# Lágrimas de amor
Lágrimas de amor é uma telenovela mexicana, produzida pela Televisa e exibida pelo El Canal de las Estrellas entre 5 de novembro de 1979 e 17 de março de 1980.

## Elenco
- Carlos Amador - Chucho
- Antonio Henaine - Gustavo
- Fabián Lavalle - Raúl
- Silvia Mariscal - Cecilia